# Torrid Zone
Pour plus de détails, voir Fiche technique et Distribution.
Torrid Zone est un film américain réalisé par William Keighley, sorti en 1940.

## Fiche technique
- Titre : Torrid Zone
- Réalisation : William Keighley
- Scénario : Jerry Wald et Richard Macaulay
- Direction artistique : Ted Smith
- Costumes : Howard Shoup
- Photographie : James Wong Howe
- Montage : Jack Killifer
- Musique : Adolph Deutsch
- Société de production : Warner Bros.
- Pays de production : États-Unis
- Format : Noir et blanc - 1,37:1
- Genre : comédie
- Durée : 88 minutes
- Date de sortie : 1940

## Distribution
- James Cagney : Nick Butler
- Ann Sheridan : Lee Donley
- Pat O'Brien : Steve Case
- Andy Devine : Wally Davis
- Helen Vinson : Gloria Anderson
- Jerome Cowan : Bob Anderson
- George Tobias : Rosario
- George Reeves : Sancho
- Victor Kilian : Carlos
- Frank Puglia : Rodriguez
- John Ridgely : Gardner
- Grady Sutton : Sam
- Paul Porcasi : Garcia
- Frank Yaconelli (en) : Lopez
- Dick Botiller (en) : Hernandez
- Frank Mayo : Shaffer
- Jack Mower : McNamara
- Paul Hurst : Daniels
- George Regas : Sergent de police